# Burgrest Alt-Heiligenberg
Burgrest Alt-Heiligenberg bezeichnet die Ruine einer Spornburg an Stelle des heutigen Aussichtspavillons auf 726,7 m ü. NN nahe der Gemeinde Heiligenberg auf der Gemarkung Frickingen im Bodenseekreis in Baden-Württemberg.

## Lage
Der Burgrest Alt-Heiligenberg wird traditionell Heiligenberg zugeordnet, befindet sich aber auf der Gemarkung von Frickingen. Er liegt auf einem nach drei Seiten steil abfallenden, Richtung Südwesten ragenden Sporn über dem Salemer Becken.

## Geschichte
Die Burg wurde vermutlich im 12. Jahrhundert von den Grafen von Heiligenberg erbaut, die hier ihren Sitz errichteten und zum Mittelpunkt des Linzgaus und ihrer Grafschaft Heiligenberg machten. Dieses Geschlecht wurde erstmals in der Zeit zwischen den Jahren 1051 und 1069 mit einem Heinrich de Sancto Monte (= vom heiligen Berg) erwähnt. Die Burg selbst kann erst im Jahr 1163 nachgewiesen werden, als in einer Ortsbeschreibung die Lage einer Ortschaft „prope castellum quod vocatur Berge, in qou C. Constantienensis advocatus, et frater suus comes H. habitant“, also unter der Berge genannten Burg, in welcher Konrad, Vogt in Konstanz, und sein Vater, Graf Heinrich wohnt.
Etwa in der Mitte des 13. Jahrhunderts errichteten die Grafen eine weitere Burg, Neu-Heiligenberg. Sie ist 1276 als novo castro Sancti Monte (= neue Burg vom Heiligen Berg) genannt. Die Burg Alt-Heiligenberg wurde allerdings anschließend nicht aufgegeben, da sie 1307 und 1309 als „Sancto Monte castro antiqou“ (= Burg Alt-Heiligenberg) noch genannt wurde.
Aus dem Bereich der Burg sind Lesefunde u. a. mittelalterliche und vorzeitliche Keramikscherben, aber auch eine keltische Tüllenpfeilspitze bekannt.

## Anlage

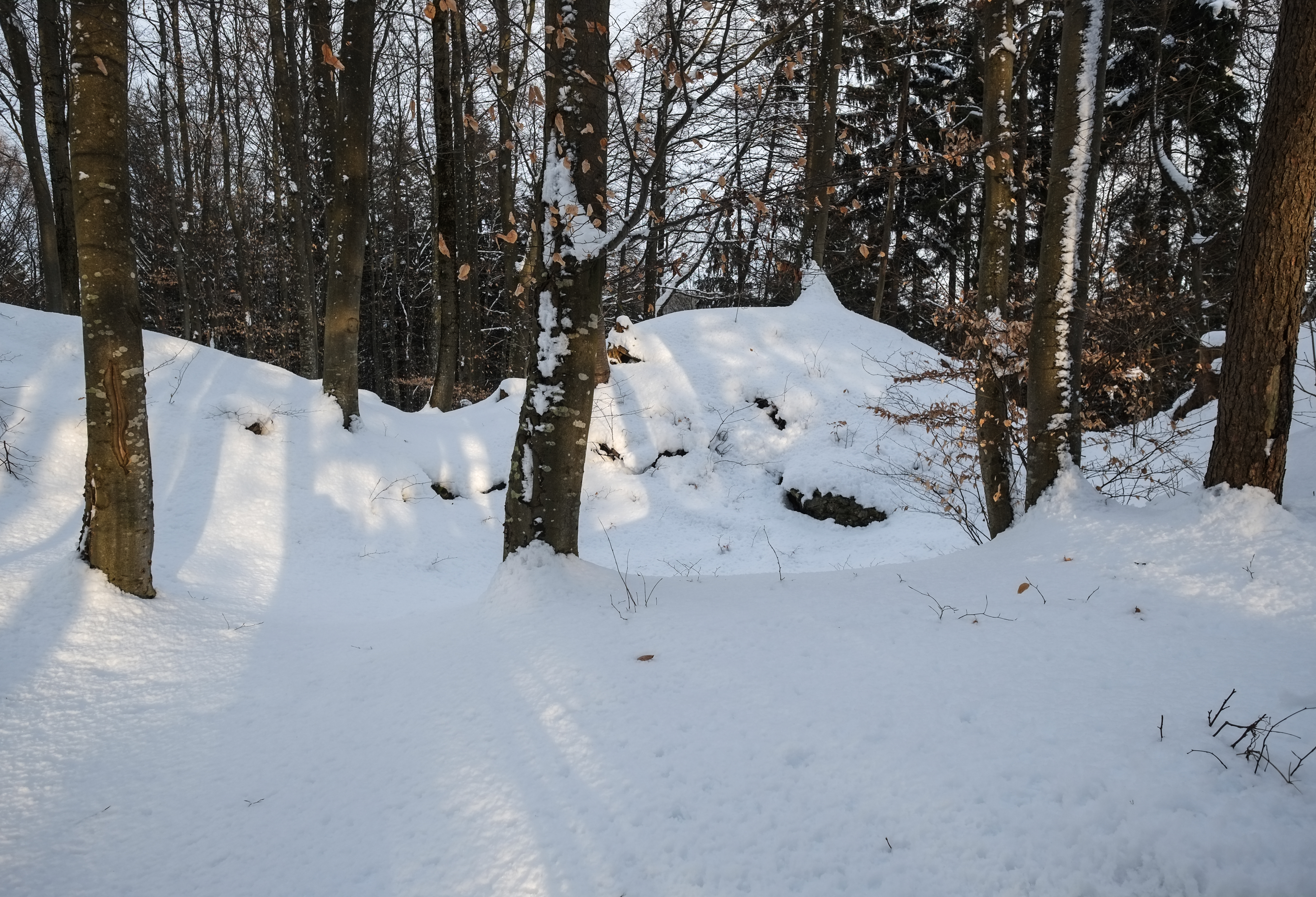
Turmrest

Der annähernd dreieckige Burgrest liegt auf einem Sporn und war durch die Abhänge des Sporns und einen tiefen Halsgraben geschützt. Der südöstliche Teil des Halsgraben wurde im 19. Jahrhundert durch die Anlage des Karl-Egon-Platzes stark gestört, ist aber noch gut zu erkennen. Auf den Halsgraben folgt eine ebenfalls gestörte Fläche, die eine Art Vorburg bildet. An diese Fläche anschließend, erhebt sich ein Turmhügel, der sich über die ganze Breite der Anlage erstreckt. Der trichterförmige Turmrest hat eine grob rechteckige Form und ist etwa 15 Meter breit. Im Turmrest liegen Mauerreste frei. Um die gesamte Anlage ziehen sich jüngere Wege, so dass genaue Aussagen über die ursprüngliche Form derzeit nicht möglich sind.